# Samuel Umtiti
Pour les articles homonymes, voir Umtiti.
Samuel Umtiti, né le 14 novembre 1993 à Yaoundé, au Cameroun, est un footballeur international français qui évolue au poste de défenseur central.
Formé à l'Olympique lyonnais, Samuel Umtiti commence sa carrière professionnelle avec le club en 2012 et remporte le Trophée des champions cette même année. Après 170 apparitions et 5 buts marqués sous le maillot de l'OL, il est finalement transféré au FC Barcelone, pour 25 millions d'euros, en 2016. Avec les Blaugranas, il remporte trois Coupes (2017, 2018, 2021), deux Supercoupes (2016, 2018) et deux championnats d'Espagne (2018, 2019).
Ayant joué 47 matchs et marqué 3 buts avec les équipes jeunes de la France, avec qui il remporte la Coupe du monde des moins de 20 ans en 2013, Samuel Umtiti connaît ses premières sélections en équipe première lors de l'Euro 2016, dont il atteint la finale. Deux ans plus tard, il dispute la Coupe du monde 2018 au cours de laquelle il inscrit le but de la victoire (1-0) en demi-finale face à la Belgique, qualifiant ainsi la France pour la finale de la compétition, remportée (4-2) contre la Croatie. Il n'est plus appelé en équipe de France depuis 2019, des problèmes récurrents au genou gauche l'ayant longtemps tenu éloigné des terrains.

## Biographie

### Débuts professionnels
Samuel Yves Um Titi, dit Samuel Umtiti, est né au Cameroun. Il est le dernier d'une fratrie de 4 enfants. Alors qu'il a 2 ans, sa famille déménage en France et s'installe à Lyon. Il commence la pratique du football à l'âge de 5 ans dans un club du 5e arrondissement de Lyon, le FC Ménival. Repéré à l'âge de 8 ans, il répond à l'invitation de l'Olympique lyonnais pour poursuivre sa formation au sein du club. Souvent surclassé dans les catégories jeune de l'OL, Samuel Umtiti évolue à ses débuts au poste d'attaquant, avant d'être repositionné milieu de terrain puis finalement défenseur. Samuel Umtiti a souvent porté le brassard de capitaine dans les équipes jeunes lyonnaises. Il est successivement sous contrat aspirant à partir du 14 novembre 2008 puis stagiaire le 1er juillet 2010.
Parallèlement à sa formation, il prépare un baccalauréat STMG spécialité mercatique au lycée Frédéric Faÿs à Villeurbanne qui accueille les joueurs du pôle espoir de l'Olympique lyonnais.

### Formation, éclosion et explosion avec l'Olympique lyonnais

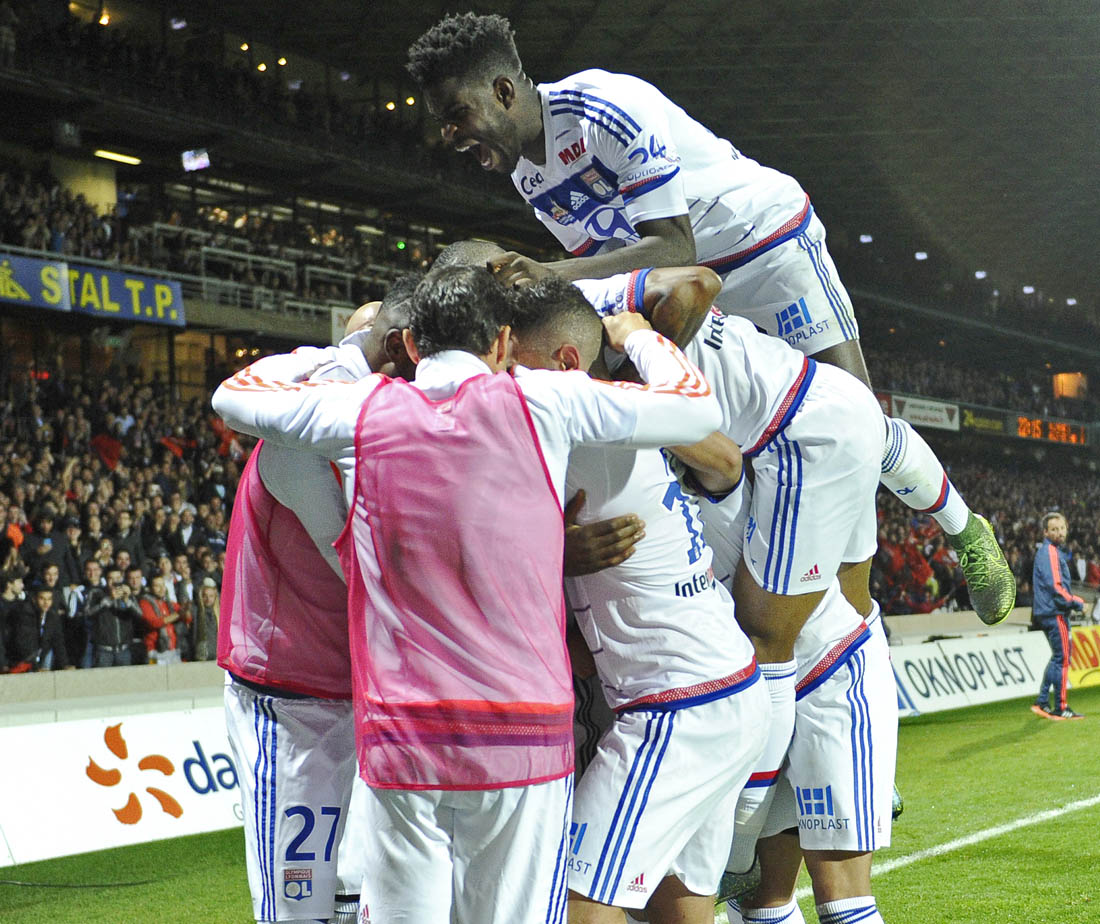
Samuel Umtiti lors de la victoire de l'Olympique lyonnais contre l'AS Saint-Étienne (2015).

En 2011, Samuel participe pour la première fois à la préparation estivale avec le groupe professionnel. Claude Puel, l'entraîneur, le titularise lors d'un match contre le Celtic Glasgow lors de l'Emirates Cup. Le 8 janvier 2012, à l'âge de 18 ans, Samuel Umtiti joue son premier match professionnel, lors du 32e de finale de Coupe de France, derby opposant l'Olympique lyonnais à l'AS Duchère lors d'une victoire trois buts à un. Son ancien entraîneur s'en souvient : « Je suis surpris sans l'être. Il a toujours très bien lu le jeu, mais de là à s'adapter de manière aussi impressionnante dans un match de ce niveau... ».

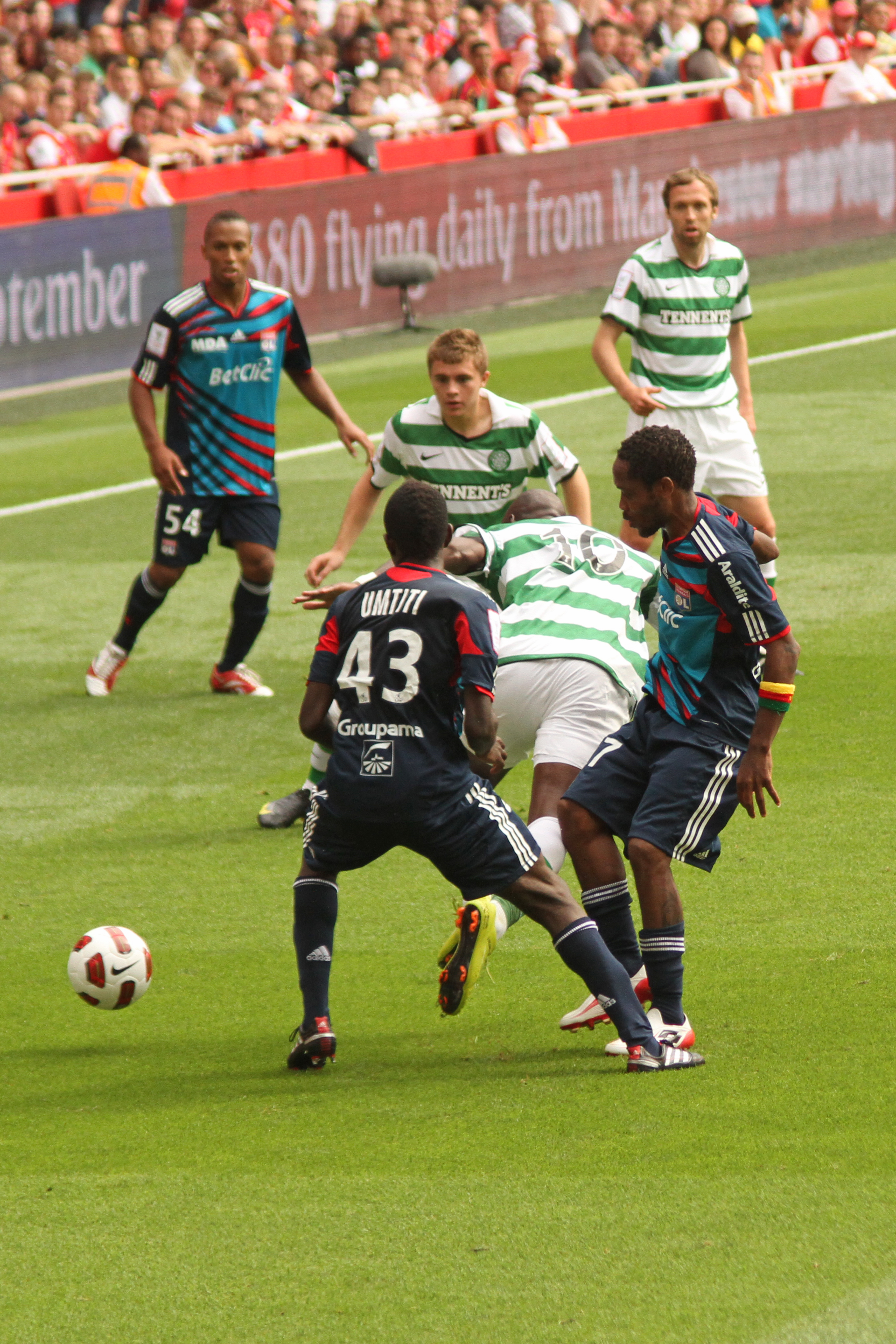
Samuel Umtiti, numéro 43 sur le dos, lors du match contre le Celtic FC en Emirates Cup (2010).

Séduisant par sa relance, sa sérénité et son application dans le jeu, Rémi Garde, voulant laisser une place importante aux jeunes joueurs du club au sein de l'équipe, le titularise dans l'axe de la défense pour son premier match en Ligue 1 contre le Montpellier HSC le 14 janvier 2012. "« Lyon recherchait un défenseur central et j'avais pris position en disant à mes dirigeants que ce n'était pas la peine d'aller dépenser de l'argent alors qu'au club il y avait des jeunes comme Samuel Umtiti, qui étaient plein d'avenir » a dit Rémi Garde. Samuel signe son premier contrat professionnel le 28 mars 2012. Une belle marque de reconnaissance du club qui récompensera ses performances sportives et sa rigueur de travail. Pour sa première saison professionnelle, il prend part à dix-huit matchs toutes compétitions confondues.
La saison suivante, il joue ses premiers matchs européens, participant à la Ligue Europa et prend part à trente-deux matchs toutes compétitions confondues.
Lors de la saison 2013-2014, il prend une place plus importante dans l'effectif lyonnais et joue ses premiers matchs de Ligue des champions. Lors de cette campagne européenne, le club ne passe pas les barrages, éliminé par la Real Sociedad et basculé en Ligue Europa dont il atteint les quarts de finale avant d'être éliminé par la Juventus.
Le 16 mai 2015, Samuel Umtiti joue son 100e match de Ligue 1 contre les Girondins de Bordeaux. Le 26 septembre 2015, Umtiti est nommé capitaine de l'équipe pour la première fois en Ligue 1. Sollicité par de nombreux cadors européens (Manchester, Arsenal, Real Madrid, Barcelone) Samuel Umtiti choisit le 20 juillet 2015 son club de cœur (depuis 14 ans) en prolongeant son contrat jusqu'en 2019. Le club termine vice-champion de France pour la seconde saison consécutive.
Le 30 juin 2016, le FC Barcelone annonce qu'un accord a été trouvé avec l'OL pour transférer Samuel Umiti pour la somme de 25 millions d'euros . Il reste cependant très attaché à l'OL et à ses supporters souvent confrontés aux départs des meilleurs jeunes joueurs formés au club, et il adresse aux fans lyonnais un dernier message avant de s'envoler vers la Catalogne.

### Affirmation au FC Barcelone

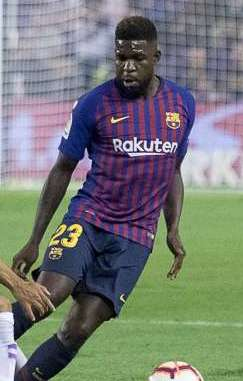
Samuel Umtiti sous les couleurs du FC Barcelone face au Real Valladolid.

Le 12 juillet 2016, Samuel Umtiti s'engage officiellement pour cinq ans avec le FC Barcelone pour la somme de 25 millions d'euros et prend le numéro 23.

#### Saison 2016-2017
Il dispute son premier match officiel avec le FC Barcelone le 18 août 2016 au Camp Nou face au Séville FC lors du match retour de la Supercoupe d'Espagne, victoire trois buts à zéro. Il est ensuite titularisé lors des deux premières journées de championnat pour accompagner Gerard Piqué en défense centrale. Il est titularisé par Luis Enrique le 19 octobre 2016 lors de la réception de Manchester City au Camp Nou, comptant pour la troisième journée des phases de poules de la Ligue des champions, alors qu'il revient après un mois d'absence à cause d'une blessure au genou. Sa solide performance lui vaudra les éloges des observateurs, et affirmera un peu plus son statut de titulaire potentiel. Le 4 mars 2017, il inscrit son premier but sous les couleurs du Barça lors de la 26e journée de championnat face au Celta de Vigo (victoire 5 à 0). Le 27 mai 2017, il remporte la Coupe du Roi (3-1 en finale face au Deportivo Alavés). Umtiti boucle sa première saison sous le maillot blaugrana avec 43 matchs disputés dont 42 titularisations. Cette première saison barcelonaise aura été pour lui celle de l'affirmation au sein d'une des meilleures équipes du monde.

#### Saison 2017-2018
Au sortir d'une première année aboutie sur le plan personnel, il commence la saison suivante en tant que titulaire mais ne peut empêcher la défaite cinglante du Barça en Supercoupe d'Espagne contre le Real Madrid (défaites 1-3 à l'aller, 2-0 au retour). Malgré cette déconvenue, il conserve la confiance du nouvel entraîneur blaugrana, Ernesto Valverde (qui a remplacé Luis Enrique à l'intersaison), et confirme son statut de titulaire indiscutable acquis déjà l'an passé au détriment de Javier Mascherano. L'entraîneur ibérique déclarera même en conférence de presse à la veille d'un match de Ligue des champions contre l'Olympiakos, qu'Umtiti est un joueur « vital » et « extraordinaire » pour le collectif du Barça. Malheureusement pour Umtiti, une blessure le 2 décembre met fin à son année civile, l'éloignant des terrains pour au moins huit semaines.
Au début du mercato hivernal, L'Équipe révèle que Manchester City est intéressé pour le transférer. En janvier 2018, l'Observatoire du football CIES estime que sa valeur de transfert est la plus élevée au monde pour un défenseur (101,5 millions d'euros).
Le 3 juin 2018, il renouvelle son contrat avec le Barça jusqu'en 2023. Sa nouvelle clause de départ est de 500 millions d'euros, alors qu'elle était de 60 millions jusqu'alors et que celle de Neymar était, à titre de comparaison, de 222 millions. Sa valeur est alors estimée par le CIES à 111,5 millions d'euros. Il reste, à la fin de l'année, le défenseur évalué comme le plus cher dans le monde (environ 100 millions d'euros).

#### Saison 2018-2019
Samuel Umtiti revient au Camp Nou auréolé de son statut de champion du monde et suscite de nombreuses attentes, notamment sur la scène européenne où le Barça ne brille plus depuis quelques années. Malheureusement pour lui, le défenseur français traîne une blessure récurrente au genou qui l'éloigne des terrains un certain temps, permettant à son compatriote, Clément Lenglet d'obtenir du temps de jeu. Celle-ci étant plus grave que prévu (détachement cartilagineux), la presse évoque une opération chirurgicale nécessaire et plusieurs mois d'absence. Cependant, le joueur refuse l'opération (décision allant à l'encontre de son club).
Il fait son retour le 24 novembre au Wanda Metropolitano pour défier l'Atletico Madrid (1-1). Si ce match s'est déroulé sans le moindre souci physique pour l'international, ses douleurs au genou réapparaissent à l'occasion d'un avant-match de Ligue des champions contre le PSV Eindhoven, seulement quelques jours après. A nouveau écarté des terrains, le FC Barcelone tente de le convaincre d'avoir recours à l'opération, synonyme de fin de saison. Mais le joueur campe sur ses positions et opte pour un traitement conservateur du cartilage du genou au Qatar, au grand dam du club catalan, qui suivra néanmoins l'évolution de la santé de son défenseur.
Samuel Umtiti ne fait sa réapparition qu'au mois de février lors d'un match de Liga face au FC Séville (victoire 2-4). Son match peu abouti indique qu'il n'est pas encore remis totalement de sa blessure. De plus, en son absence, les très bonnes prestations de Clément Lenglet aux côtés de Gerard Piqué ont sublimé la défense catalane, à tel point qu'Umtiti ne soit plus considéré comme indispensable par une grande majorité d'observateurs. Certains suggèrent même que Clément Lenglet aurait définitivement surpassé l'ancien lyonnais, en référence à son superbe match face au Real Madrid au Bernabeu (0-1) où il avait été préféré à Umtiti. Ces dires seront confortés par la décision d'Ernesto Valverde de faire confiance à Clément Lenglet face à l'Olympique lyonnais en Ligue des champions (5-1). C'est donc en tant que remplaçant qu'Umtiti effectue la deuxième partie de saison du club.
Le 30 juin 2023, Samuel Umtiti et le FC Barcelone mettent fin à leur collaboration d'un commun accord,. Il quitte donc le club catalan après avoir remporté le championnat d'Espagne à deux reprises, trois fois la Coupe d'Espagne et deux fois la Supercoupe d'Espagne.

### Rebond à l'US Lecce
Le 25 août 2022, il est prêté pour une saison à l'US Lecce, un club italien tout juste promu en Serie A. Accueilli en grande pompe par les tifosi à l'aéroport de Brindisi, le défenseur français ne peut contenir ses larmes et déclare vouloir profiter de ce prêt pour « retrouver le plaisir de jouer au football », lui qui n'a disputé que 50 rencontres en 4 saisons en raison de ses problèmes physiques,. À la mi-saison, ses performances sous son nouveau maillot sont saluées par la presse.
Le 4 janvier 2023, lors d'un match à domicile contre la SS Lazio (victoire 2-1), il est victime avec son coéquipier Lameck Banda de chants racistes scandés par certains supporters lazialistes. À leur écoute, l'arbitre Livio Marinelli décide d'interrompre la rencontre, le temps que le speaker du stade Via del Mare puisse faire une annonce demandant leur cessation. Cependant, désireux de répondre au racisme sur le terrain, Samuel Umtiti demande la reprise du match. À la fin de celui-ci, il est ovationné par le public leccese et fond en larmes dans les bras de son président, Saverio Sticchi Damiani,.
Le 21 janvier 2023, lors d'un match à l'extérieur contre Hellas Vérone (défaite 2-0), il se blesse durant un duel aérien avec Milan Đurić, qui lui retombe dessus. Contraint de sortir sur blessure, il fond en larmes lors de son remplacement par Alessandro Tuia (en) à la 72e minute. Cependant, contrairement à nombre de ses précédentes blessures, celle-ci s'avère mineure et il est aligné lors du match de championnat suivant face à l'US Salernitana (défaite 1-2),.

### Retour en France avec le Lille OSC
Après un passage compliqué dû à des blessures répétitives au FC Barcelone et un prêt réussi dans le club italien de US Lecce, Samuel Umtiti marque son retour au haut niveau en juillet 2023, en signant un contrat de deux ans avec le LOSC Lille. Il effectue son retour en Ligue 1 après le départ de son club formateur, l'Olympique lyonnais, en 2016.
Blessé au psoas, Samuel Umtiti manque le début de saison avec le club nordiste, ratant les deux premières rencontres du championnat et surtout le match de barrage aller en Ligue Europa Conférence contre le club croate HNK Rijeka. Il ne joue que 13 matchs sur la saison, toutes compétitions confondues, une opération au genou en janvier le maintenant éloigné des terrains jusqu'à la fin du championnat.
Après seulement treize matchs en deux saisons, il quitte le club en fin de contrat.

### Champion du monde avec l'équipe de France

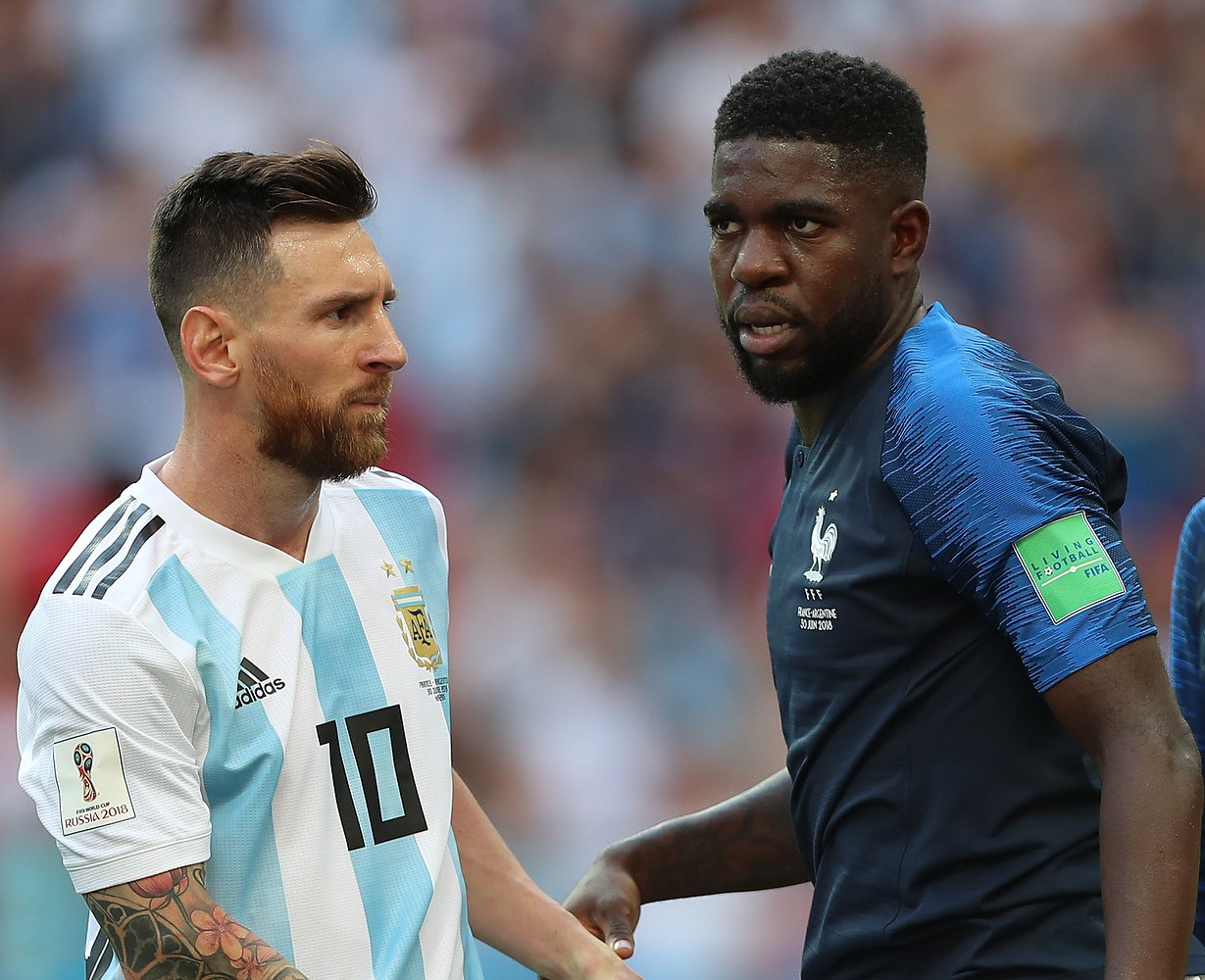
Samuel Umtiti face à l'Argentine de Lionel Messi lors des huitièmes de finale de la Coupe du monde 2018 disputée en Russie.

Les performances depuis le plus jeune âge de Samuel Umtiti lui ont permis d'être sélectionné dans toutes les catégories des moins de 17 ans jusqu'aux espoirs. Samuel Umtiti est un cadre de cette génération dorée, championne du monde des moins de 20 ans en 2013 dont il est le vice-capitaine. Il compte 47 sélections en équipe de France des U17 aux espoirs. En 2016 à 22 ans, il n'est toujours pas appelé en sélection française, dirigée alors par Didier Deschamps. Bien que sélectionnable par le Cameroun qui l'a contacté à plusieurs reprises, Samuel Umtiti décline l'offre et réaffirme vouloir intégrer la sélection française en le rappelant dans une interview à L'Équipe le 3 mars 2016.
Non retenu parmi les 23 joueurs français sélectionnés pour disputer l'Euro 2016, il fait partie d'un groupe de huit réservistes présents lors de la préparation de l'équipe de France et susceptibles de remplacer un joueur sélectionné qui serait blessé. Cependant, après la blessure de son coéquipier Raphaël Varane, qui est forfait pour l'Euro, Adil Rami lui est préféré, alors que ce dernier ne fait pas partie de la liste des réservistes. Le 28 mai 2016, à la suite du forfait de Jérémy Mathieu en raison d'une blessure à un mollet, il entre finalement dans les 23. Après la suspension d'Adil Rami lors du huitième de finale de l'Euro 2016 contre l'Irlande, Samuel Umtiti le remplace et effectue sa première sélection en étant titularisé pour le quart de finale de la compétition contre l'Islande lors d'une large victoire cinq buts à deux. Lors de la demi-finale face à l'Allemagne, il est de nouveau titulaire malgré le retour de Rami et réalise une belle prestation permettant à la France de remporter le match (2-0), ce qui lui vaut les éloges du public ainsi que de la presse nationale,,. Titulaire lors de la finale contre le Portugal, il ne peut empêcher la défaite lors de la prolongation.
Il marque son premier but en équipe de France A le 13 juin 2017 en match amical contre l'Angleterre au Stade de France (victoire 3-2).
Il fait partie de la liste de Didier Deschamps pour la Coupe du monde 2018 en Russie. Titulaire en défense centrale aux côtés de Raphaël Varane pendant la compétition, à l'exception du dernier match de poule contre le Danemark, le « Big Sam » inscrit de la tête, le 10 juillet, lors des demi-finales, le seul but de la victoire (1-0) de la France face à la Belgique à la réception au premier poteau d'un corner tiré par Antoine Griezmann. Sa célébration mimant un danseur désarticulé ou un coureur de marche athlétique fait le buzz sur les réseaux sociaux, une célébration surnommée « casser la démarche » par le rappeur Vegedream. Samuel Umtiti est le troisième défenseur français à marquer en demi-finale du Mondial, après Marius Trésor en 1982 et Lilian Thuram en 1998. Dans les vestiaires, à la mi-temps de ce match, c'est-à-dire avant son but de la 51e minute, on le voit dans une séquence du documentaire Les Bleus 2018 : au cœur de l'épopée russe se parfumer rapidement et expliquer « C'est le parfum de la victoire ! ». Samuel Umtiti est sacré champion du monde avec l'équipe nationale le 15 juillet 2018 à Moscou, sur une victoire 4 buts à 2 face à la Croatie.
Sa 31e sélection a lieu en Turquie en juin 2019 en éliminatoires de l'Euro 2020, où la France est battue 2-0. Il n'apparait plus ensuite avec le maillot bleu, principalement en raison de sa blessure récurrente au genou gauche ainsi que de son faible, voire inexistant, temps de jeu à Barcelone. Lors de l'Euro 2020, c'est Presnel Kimpembe qui prend sa place en défense centrale aux côtés de Raphael Varane.

## Statistiques
| Saison                | Club                  | Championnat           | Championnat | Championnat | Coupe nationale | Coupe nationale | Coupe de la Ligue | Coupe de la Ligue | Supercoupe | Supercoupe | Compétition(s) continentale(s) | Compétition(s) continentale(s) | Compétition(s) continentale(s) | Total | Total |
| Saison                | Club                  | Division              | M.          | B.          | M.              | B.              | M.                | B.                | M.         | B.         | Comp.                          | M.                             | B.                             | M.    | B.    |
| 2011-2012             | Olympique lyonnais    | Ligue 1               | 12          | 0           | 3               | 0               | 3                 | 0                 | -          | -          | C1                             | -                              | -                              | 18    | 0     |
| 2012-2013             | Olympique lyonnais    | Ligue 1               | 26          | 1           | -               | -               | -                 | -                 | -          | -          | C3                             | 6                              | 1                              | 32    | 2     |
| 2013-2014             | Olympique lyonnais    | Ligue 1               | 28          | 0           | 1               | 0               | 3                 | 0                 | -          | -          | C1+C3                          | 3+7                            | 0                              | 42    | 0     |
| 2014-2015             | Olympique lyonnais    | Ligue 1               | 35          | 1           | 2               | 0               | 1                 | 0                 | -          | -          | C3                             | 2                              | 1                              | 40    | 2     |
| 2015-2016             | Olympique lyonnais    | Ligue 1               | 30          | 1           | 2               | 0               | 1                 | 0                 | 1          | 0          | C1                             | 4                              | 0                              | 38    | 1     |
| Sous-total            | Sous-total            | Sous-total            | 131         | 3           | 8               | 0               | 8                 | 0                 | 1          | 0          | -                              | 22                             | 2                              | 170   | 5     |
| 2016-2017             | FC Barcelone          | Liga                  | 25          | 1           | 9               | 0               | -                 | -                 | 1          | 0          | C1                             | 8                              | 0                              | 43    | 1     |
| 2017-2018             | FC Barcelone          | Liga                  | 25          | 1           | 4               | 0               | -                 | -                 | 2          | 0          | C1                             | 9                              | 0                              | 40    | 1     |
| 2018-2019             | FC Barcelone          | Liga                  | 14          | 0           | -               | -               | -                 | -                 | -          | -          | C1                             | 1                              | 0                              | 15    | 0     |
| 2019-2020             | FC Barcelone          | Liga                  | 13          | 0           | 1               | 0               | -                 | -                 | 1          | 0          | C1                             | 3                              | 0                              | 18    | 0     |
| 2020-2021             | FC Barcelone          | Liga                  | 13          | 0           | 2               | 0               | -                 | -                 | -          | -          | C1                             | 1                              | 0                              | 16    | 0     |
| 2021-2022             | FC Barcelone          | Liga                  | 1           | 0           | -               | -               | -                 | -                 | -          | -          | C1+C3                          | -                              | -                              | 1     | 0     |
| Sous-total            | Sous-total            | Sous-total            | 91          | 2           | 16              | 0               | -                 | -                 | 4          | 0          | -                              | 22                             | 0                              | 133   | 2     |
| 2022-2023             | US Lecce (prêt)       | Serie A               | 25          | 0           | -               | -               | -                 | -                 | -          | -          | -                              | -                              | -                              | 25    | 0     |
| 2023-2024             | LOSC Lille            | Ligue 1               | 6           | 0           | 1               | 0               | -                 | -                 | -          | -          | C4                             | 6                              | 0                              | 13    | 0     |
| 2024-2025             | LOSC Lille            | Ligue 1               | 0           | 0           | 0               | 0               | -                 | -                 | -          | -          | C1                             | 0                              | 0                              | 0     | 0     |
| Sous-total            | Sous-total            | Sous-total            | 6           | 0           | 1               | 0               | -                 | -                 | 0          | 0          | -                              | 6                              | 0                              | 13    | 0     |
| Total sur la carrière | Total sur la carrière | Total sur la carrière | 253         | 5           | 25              | 0               | 8                 | 0                 | 5          | 0          | -                              | 50                             | 2                              | 341   | 7     |

### En sélection nationale
| Saison                | Sélection             | Phases finales        | Phases finales | Phases finales | Éliminatoires | Éliminatoires | Ligue des nations | Ligue des nations | Matchs amicaux | Matchs amicaux | Total | Total |
| Saison                | Sélection             | Compétition           | M              | B              | M             | B             | M                 | B                 | M              | B              | M     | B     |
| --------------------- | --------------------- | --------------------- | -------------- | -------------- | ------------- | ------------- | ----------------- | ----------------- | -------------- | -------------- | ----- | ----- |
| 2015-2016             | France                | Euro 2016             | 3              | 0              | -             | -             | -                 | -                 | -              | -              | 3     | 0     |
| 2016-2017             | France                | -                     | -              | -              | 1             | 0             | -                 | -                 | 4              | 1              | 5     | 1     |
| 2017-2018             | France                | Coupe du monde 2018   | 6              | 1              | 4             | 0             | -                 | -                 | 7              | 1              | 17    | 2     |
| 2018-2019             | France                | -                     | -              | -              | 3             | 1             | 2                 | 0                 | 1              | 0              | 6     | 1     |
| Total sur la carrière | Total sur la carrière | Total sur la carrière | 9              | 1              | 8             | 1             | 2                 | 0                 | 12             | 2              | 31    | 4     |

### Matches internationaux
| Matches internationaux de Samuel Umtiti | Matches internationaux de Samuel Umtiti | Matches internationaux de Samuel Umtiti | Matches internationaux de Samuel Umtiti               | Matches internationaux de Samuel Umtiti | Matches internationaux de Samuel Umtiti | Matches internationaux de Samuel Umtiti | Matches internationaux de Samuel Umtiti                              |
|                                         | Date                                    | Lieu                                    | Lieu                                                  | Adversaire                              | Résultat                                | Compétition                             | Notes                                                                |
| --------------------------------------- | --------------------------------------- | --------------------------------------- | ----------------------------------------------------- | --------------------------------------- | --------------------------------------- | --------------------------------------- | -------------------------------------------------------------------- |
| 1.                                      | 3 juillet 2016                          | Neu.                                    | Stade de France, Saint-Denis, France                  | Islande                                 | 5 - 2                                   | Euro 2016                               | Titulaire.                                                           |
| 2.                                      | 7 juillet 2016                          | Neu.                                    | Stade Vélodrome, Marseille, France                    | Allemagne                               | 2 - 0                                   | Euro 2016                               | Titulaire.                                                           |
| 3.                                      | 10 juillet 2016                         | Neu.                                    | Stade de France, Saint-Denis, France                  | Portugal                                | 0 - 1                                   | Euro 2016                               | Titulaire.                                                           |
| 4.                                      | 1er septembre 2016                      | Ext.                                    | Stade San Nicola, Bari, Italie                        | Italie                                  | 1 - 3                                   | Match amical                            | Entre en jeu à la place de Laurent Koscielny à la 83e minute de jeu. |
| 5.                                      | 25 mars 2017                            | Ext.                                    | Stade Josy Barthel, Luxembourg                        | Luxembourg                              | 1 - 3                                   | Qualifications CdM 2018                 | Titulaire.                                                           |
| 6.                                      | 28 mars 2017                            | Dom.                                    | Stade de France, Saint-Denis, France                  | Espagne                                 | 0 - 2                                   | Match amical                            | Titulaire.                                                           |
| 7.                                      | 2 juin 2017                             | Dom.                                    | Roazhon Park, Rennes, France                          | Paraguay                                | 5 - 0                                   | Match amical                            | Titulaire.                                                           |
| 8.                                      | 13 juin 2017                            | Dom.                                    | Stade de France, Saint-Denis, France                  | Angleterre                              | 3 - 2                                   | Match amical                            | Titulaire et buteur.                                                 |
| 9.                                      | 31 août 2017                            | Dom.                                    | Stade de France, Saint-Denis, France                  | Pays-Bas                                | 4 - 0                                   | Qualifications CdM 2018                 | Titulaire.                                                           |
| 10.                                     | 3 septembre 2017                        | Dom.                                    | Stadium de Toulouse, Toulouse, France                 | Luxembourg                              | 0 - 0                                   | Qualifications CdM 2018                 | Titulaire.                                                           |
| 11.                                     | 7 octobre 2017                          | Ext.                                    | Stade national Vassil-Levski, Sofia, Bulgarie         | Bulgarie                                | 1 - 0                                   | Qualifications CdM 2018                 | Titulaire.                                                           |
| 12.                                     | 10 octobre 2017                         | Dom.                                    | Stade de France, Saint-Denis, France                  | Biélorussie                             | 2 - 1                                   | Qualifications CdM 2018                 | Titulaire.                                                           |
| 13.                                     | 10 novembre 2017                        | Dom.                                    | Stade de France, Saint-Denis, France                  | Pays de Galles                          | 2 - 0                                   | Match amical                            | Titulaire.                                                           |
| 14.                                     | 14 novembre 2017                        | Ext.                                    | RheinEnergieStadion, Cologne, Allemagne               | Allemagne                               | 2 - 2                                   | Match amical                            | Titulaire.                                                           |
| 15.                                     | 23 mars 2018                            | Dom.                                    | Stade de France, Saint-Denis, France                  | Colombie                                | 2 - 3                                   | Match amical                            | Titulaire.                                                           |
| 16.                                     | 27 mars 2018                            | Ext.                                    | Stade de Saint-Pétersbourg, Saint-Pétersbourg, Russie | Russie                                  | 3 - 1                                   | Match amical                            | Titulaire et remplacé par Presnel Kimpembe à la 80e minute de jeu.   |
| 17.                                     | 28 mai 2018                             | Dom.                                    | Stade de France, Saint-Denis, France                  | République d'Irlande                    | 2 - 0                                   | Match amical                            | Titulaire et remplacé par Presnel Kimpembe à la 63e minute de jeu.   |
| 18.                                     | 1er juin 2018                           | Dom.                                    | Allianz Riviera, Nice, France                         | Italie                                  | 3 - 1                                   | Match amical                            | Titulaire et buteur.                                                 |
| 19.                                     | 9 juin 2018                             | Dom.                                    | Parc Olympique lyonnais, Décines-Charpieu, France     | États-Unis                              | 1 - 1                                   | Match amical                            | Titulaire.                                                           |
| 20.                                     | 16 juin 2018                            | Neu.                                    | Kazan Arena, Kazan, Russie                            | Australie                               | 2 - 1                                   | Coupe du monde 2018                     | Titulaire.                                                           |
| 21.                                     | 21 juin 2018                            | Neu.                                    | Iekaterinbourg Arena, iekaterinbourg, Russie          | Pérou                                   | 1 - 0                                   | Coupe du monde 2018                     | Titulaire.                                                           |
| 22.                                     | 30 juin 2018                            | Neu.                                    | Kazan Arena, Kazan, Russie                            | Argentine                               | 4 - 3                                   | Coupe du monde 2018                     | Titulaire.                                                           |
| 23.                                     | 6 juillet 2018                          | Neu.                                    | Stade de Nijni Novgorod, Nijni Novgorod, Russie       | Uruguay                                 | 2 - 0                                   | Coupe du monde 2018                     | Titulaire.                                                           |
| 24.                                     | 10 juillet 2018                         | Neu.                                    | Stade de Saint-Pétersbourg, Saint-Pétersbourg, Russie | Belgique                                | 1 - 0                                   | Coupe du monde 2018                     | Titulaire et buteur.                                                 |
| 25.                                     | 15 juillet 2018                         | Neu.                                    | Stade Loujniki, Moscou, Russie                        | Croatie                                 | 4 - 2                                   | Coupe du monde 2018                     | Titulaire.                                                           |
| 26.                                     | 6 septembre 2018                        | Ext.                                    | Allianz Arena, Munich, Allemagne                      | Allemagne                               | 0 - 0                                   | Ligue des nations 2018-2019             | Titulaire.                                                           |
| 27.                                     | 9 septembre 2018                        | Dom.                                    | Stade de France, Saint-Denis, France                  | Pays-Bas                                | 2 - 1                                   | Ligue des nations 2018-2019             | Titulaire.                                                           |
| 28.                                     | 22 mars 2019                            | Ext.                                    | Stade Zimbru, Chișinău, Moldavie                      | Moldavie                                | 1 - 4                                   | Éliminatoires Euro 2020                 | Titulaire.                                                           |
| 29.                                     | 25 mars 2019                            | Dom.                                    | Stade de France, Saint-Denis, France                  | Islande                                 | 4 - 0                                   | Éliminatoires Euro 2020                 | Titulaire et buteur.                                                 |
| 30.                                     | 2 juin 2019                             | Dom.                                    | Stade de la Beaujoire, Nantes, France                 | Bolivie                                 | 2 - 0                                   | Match amical                            | Titulaire et remplacé par Kurt Zouma à la 88e minute de jeu.         |
| 31.                                     | 8 juin 2019                             | Ext.                                    | Konya Büyükşehir Belediye Stadyumu, Konya, Turquie    | Turquie                                 | 2 - 0                                   | Éliminatoires Euro 2020                 | Titulaire.                                                           |

### Buts internationaux
| 0   | Date            | Lieu                                        | Compétition                           | Résultat | Adversaire | Détail | Détail         | Détail | Sél. |
| --- | --------------- | ------------------------------------------- | ------------------------------------- | -------- | ---------- | ------ | -------------- | ------ | ---- |
| 1er | 13 juin 2017    | Stade de France, Saint-Denis, France        | Match amical                          | V 3-2    | Angleterre | 22e    | du pied droit  | 1-1    | 8e   |
| 2e  | 1er juin 2018   | Allianz Riviera, Nice, France               | Match amical                          | V 3-1    | Italie     | 8e     | du pied gauche | 1-0    | 18e  |
| 3e  | 10 juillet 2018 | Stade Krestovski, Saint-Pétersbourg, Russie | Demi-finale de la Coupe du monde 2018 | V 1-0    | Belgique   | 51e    | de la tête     | 1-0    | 24e  |
| 4e  | 25 mars 2019    | Stade de France, Saint-Denis, France        | Éliminatoires Euro 2020               | V 4-0    | Islande    | 12e    | de la tête     | 1-0    | 29e  |

## Palmarès

### En club
Formé à l'Olympique lyonnais, Samuel Umtiti y remporte son premier titre soulevant le Trophée des Champions 2012 après s'être incliné en finale de Coupe de la Ligue la même année et ayant été absent de la finale de Coupe de France remportée par l'OL. Il ne remporte pas d'autres trophées avec son club formateur échouant à la place de vice-champion de France en 2015 et 2016 et malgré des finales de la Coupe de la Ligue en 2014 et du Trophée des Champions en 2015.
Parti au FC Barcelone, il remporte dès ses premiers matchs la Supercoupe d'Espagne avant de remporter la Coupe d'Espagne en fin de saison. Après une place de vice-champion d'Espagne lors de sa première saison, il est sacré Champion d'Espagne l'année suivante et s'offre même le doublé Coupe-Championnat. Après avoir remporté sa seconde Supercoupe d'Espagne en début de saison, il est Champion d'Espagne une seconde fois consécutive en 2019 mais rate le doublé, s'inclinant en finale de Coupe d'Espagne. La saison 2019-2020 est sa première sans titre depuis son arrivée en Catalogne mais dès la saison suivante, il remporte la Coupe d'Espagne pour la troisième fois. La saison 2021-2022 est sa sixième et dernière saison au club et une saison quasiment blanche avec un seul match joué et aucun titre remporté par le club.
Avec l'équipe de France, il compte 31 sélections pour 4 buts et participe à l'Euro 2016 en France lors duquel il atteint la finale et à la Coupe du monde 2018 qu'il remporte.
| Olympique lyonnais (1) | FC Barcelone (7) | Équipe de France (2)                                                                         |
| --- | --- | -------------------------------------------------------------------------------------------- |
| - Championnat de France : - Vice-champion : 2015, 2016 - Trophée des champions (1) : - Vainqueur : 2012. - Finaliste : 2015 - Coupe de la Ligue : - Finaliste : 2012 et 2014 | - Championnat d'Espagne (2) : - Champion : 2018 et 2019. - Vice-champion : 2017, 2020 et 2022 - Coupe d'Espagne (3) : - Vainqueur : 2017, 2018 et 2021. - Finaliste : 2019 - Supercoupe d'Espagne (2) : - Vainqueur : 2016 et 2018. - Finaliste : 2017 et 2021 | - Coupe du monde (1) : - Vainqueur : 2018 - Coupe du monde -20 ans (1) : - Vainqueur : 2013. |

### Distinctions personnelles
- Nommé pour le trophée UNFP du meilleur joueur français à l'étranger en 2018.
- Élu homme du match contre la Belgique lors de la Coupe du monde 2018[48].
- Membre du onze de la saison 2018 du magazine onze d'or.

## Décoration
- Chevalier de la Légion d'honneur. Par décret du Président de la République en date du 31 décembre 2018, tous les membres de l'équipe de France championne du monde 2018 sont promus au grade de Chevalier de la Légion d'honneur[1].

## Partenariats publicitaires
La personnalité et la performance de Samuel Umtiti ont fait de lui l'une des égéries de la célèbre marque de sport Nike. Ils sont en collaboration depuis le 1er août 2010.

## Vie privée
Avec plus de 6 millions d'abonnés, il s'illustre comme influenceur "mode/lifestyle" sur le réseau social Instagram. Il explique dans une interview en octobre 2020 à l'émission Canal Football Club qu'il est devenu vegan, le rendant mieux dans son corps que jamais auparavant selon lui.